# Метро у Заливској области Сан Франциска
Метро у Заливској области Сан Франциска (енгл. Bay Area Rapid Transit, скраћено BART) је брзи транзитни систем који опслужује Заливску област Сан Франциска.
Са просеком од 169.800 путника радним данима од трећег квартала 2024. и 48.119.400 годишњих путника током 2023, BART је шести најпрометнији систем брзог превоза у Сједињеним Државама.

## Услуге
BART Опслужује велике делове своја три округа чланица – Сан Франциско, Аламида и Контра Коста – као и мање делове округа Сан Матео и Санта Клара. Систем има 50 станица: 22 у округу Аламида, 12 у округу Контра Коста, 8 у Сан Франциску, 6 у округу Сан Матео и 2 у округу Санта Клара. BART управља пет именованих тешких железничких линија плус једном одвојеном аутоматизованом линијом. Све линије које пролазе кроз Оукланд осим наранџасте линије, прелазе залив кроз подводни тунел до Сан Франциска. Свих пет линија саобраћају сваког дана до 21 час; само три линије саобраћају увече после 21 час. Све станице се опслужују током свих сати рада.
| Назив линије                   | Отворена |               |      |
| ------------------------------ | -------- | ------------- | ---- |
| Наранџаста линија              | 1972     |               |      |
| Жута линија                    | 1973     |               |      |
| Жута линија                    | 1973     | Зелена линија | 1974 |
| Црвена линија                  | 1976     |               |      |
| Плава линија                   | 1997     |               |      |
| Превоз од/до Аеродрома Оукланд | 2014     |               |      |

## Цене

### Распоред тарифа
BART има тарифе засноване на удаљености, које захтевају коришћење прелаза за улаз и излазак, са фиксном ценом од 2,15 долара за путовања испод 6 миља (9,7 км). Доплата се додаје за путовања која путују подземном железницом Transbay (1,40 долара), до/са Међународног аеродрома Оукланд (6,70 долара) или Међународног аеродрома Сан Франциско (4,95 долара) и до/из округа Сан Матео (1,45 долара, осим 1,25 долара за Дејли Сити).
Од јуна 2022. просечна плаћена цена је 3,93 долара.
Због различитих цена карата, могуће је ући у систем са довољно меморисане вредности за краће путовање, али не и за дуже путовање. Путници који немају пуну цену да заврше своје путовање морају да користе машину за повећање вредности цене како би изашли са станице. Од јуна 2022., улазак и излазак на истој станици коштају „излетску карту“ од 6,40 долара – знатно више од многих карата од станице до станице. Ово је првобитно уведено да би се омогућило људима да обиђу тадашњи футуристички систем; задржао се како би се обесхрабрила нежељена понашања као што су возачи техничких аутобуса који користе BART паркинге. Цена је критикована због негативног утицаја на возаче који напуштају станице током прекида услуге (иако агенти станице могу дозволити возачима да изађу без плаћања карте). Од децембра 2022. BART ради на имплементацији 30-минутног „грејс периода“ пре наплате карте.

## Инфраструктура
Читав систем се одвија у ексклузивној, одвојеној од нивоа транзитне трасе. BART-ове трасе покривају око 211 км са 50 станица. На главним пругама, приближно 45 км линија пролази кроз подземне деонице, а 51 км на надземним пругама.
Ред вожње предвиђа да возови саобраћају брзином до 110 км/с, али одређени сегменти (посебно подводни тунел) су пројектовани за брзину од 130 км/с приликом надокнађивања кашњења.

### Приступ
Сва BART возила имају посебна места за кориснике инвалидских колица, а свака станица има приступачне лифтове. Процењено време доласка возова и обавештења се приказују на екранима на нивоу перона и звучно се објављују преко јавног разгласа. Перони станица су опремљени тактилним поплочавањем како би се помогло особама са оштећеним видом, а Брајева азбука/тактилни знакови су присутни на свим станицама.

#### Платформски лифтови
На неким станицама, лифт до перона (који се налази унутар плаћене зоне) се приступа из неплаћене зоне станице. Да би ушли у BART систем на једној од ових станица, путници који користе лифт морају прво проћи кроз излаз за превоз у плаћену зону, а затим изаћи назад кроз окретна врата поред кабине агента на станици пре него што се лифтом укрцају на перон. Да би изашли из система са једне од ових станица, путници морају да ураде обрнуто: да се лифтом од перона попну до нивоа хола, уђу у плаћену зону кроз окретна врата, а затим обраде своју карту на излазу за превоз како би поново изашли из плаћене зоне. Агенти на станици могу помоћи на захтев.